# The Passing of a Grouch
The Passing of a Grouch è un cortometraggio muto del 1910 diretto da Frank Powell.

## Produzione
Il film fu prodotto dalla Biograph Company.

## Distribuzione
Distribuito dalla Biograph Company, il film - un cortometraggio di 163,68 metri - uscì nelle sale cinematografiche statunitensi il 27 ottobre 1910. Nelle proiezioni, veniva programmato con il sistema dello split reel, accorpato in un'unica bobina con The Proposal, un altro cortometraggio della Biograph diretto da Frank Powell.